# Río Viena
El Viena es un río que fluye por la capital de Austria, Viena.

## Geografía
El río Viena tiene 34km de largo, de los cuales 15 kilómetros se encuentran dentro de la ciudad. Su cuenca hidrográfica cubre una superficie de 221 kilómetros cuadrados, tanto en la ciudad como en los vecinos Bosques de Viena. Su nacimiento se encuentra en los bosques occidentales de Viena, cerca de Rekawinkel, y su desembocadura en el extremo oriental del centro de la ciudad de Viena, junto al Urania, donde desemboca en el Donaukanal ("Canal del Danubio"), un brazo del Danubio.

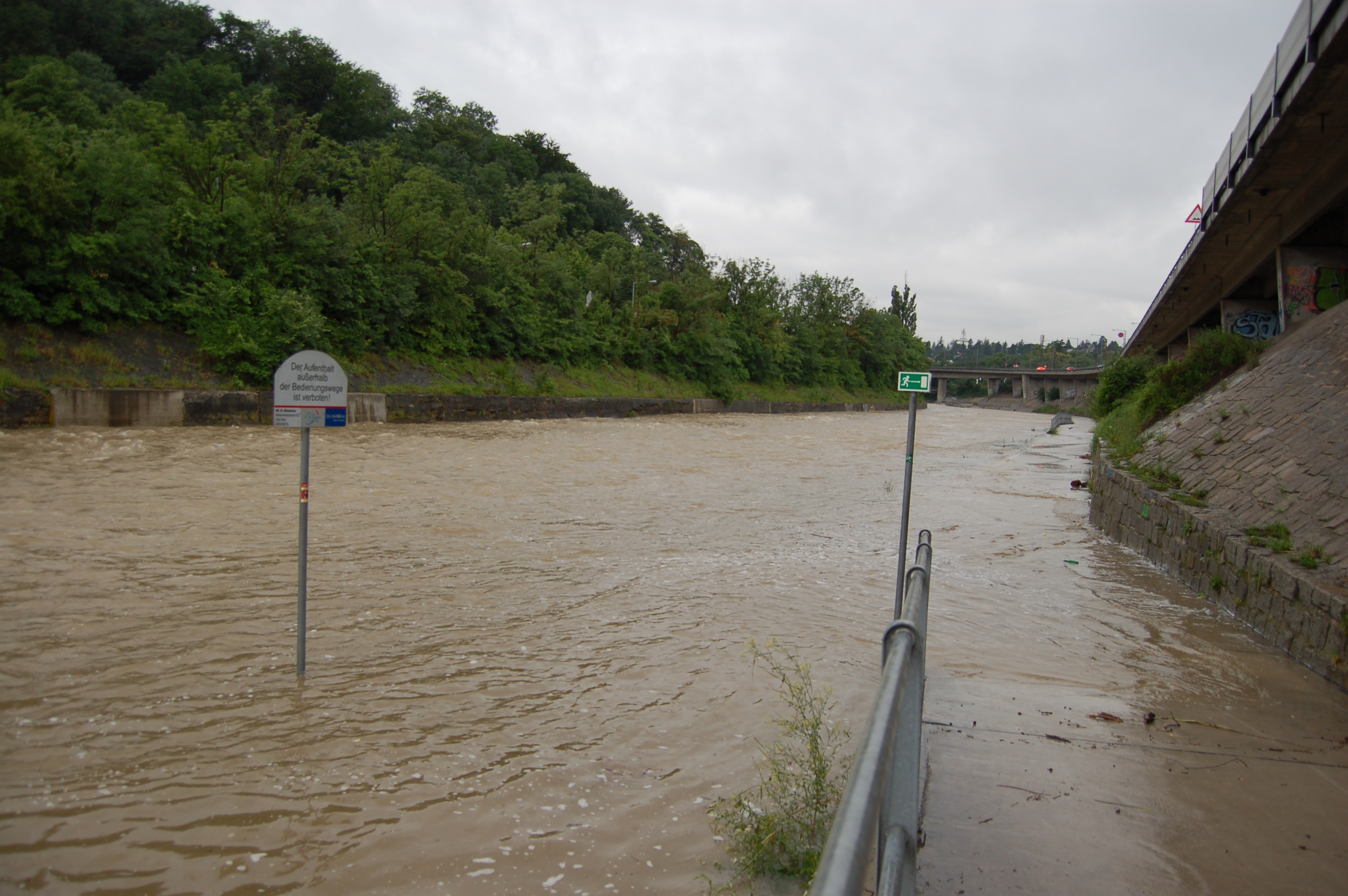
El río Wien en crecida, cerca del puente Bräuhaus, junio de 2009

El río Viena está sujeto a enormes variaciones de caudal. En su cabecera, en el Bosque de Viena, el suelo está cubierto de arenisca. Debido a esto, durante las fuertes lluvias el suelo se satura rápidamente, lo que da lugar a una escorrentía sustancial. De esta manera, el caudal del río Viena puede aumentar rápidamente desde un caudal de 200 litros por segundo a 450000 litros por segundo durante las lluvias más fuertes o durante el deshielo primaveral en los bosques de Viena, una relación de más de 1:2000.

## El río Viena y la ciudad de Viena
Dentro de los límites de la ciudad, el lecho del río está constituido casi en su totalidad por hormigón, que fue instalado entre 1895 y 1899 para detener las devastadoras inundaciones, a veces acompañadas de cólera, que el río había provocado regularmente hasta esa época. Al mismo tiempo se construyó el Stadtbahn ("ferrocarril urbano"), que aprovecha el lecho de hormigón del río y está separado del río únicamente por un muro. Actualmente forma parte del sistema de metro de Viena.
A lo largo del curso del río se encuentran el Naschmarkt y el Theater an der Wien. Gran parte del río está cubierto en la ciudad, particularmente frente al Palacio de Schönbrunn, en los barrios de Meidling y Naschmarkt y alrededor de Karlsplatz, cerca del centro de la ciudad.
La Puerta del Río fue construida entre los años 1903 y 1906 y se abrió al público el 15 de noviembre de 1906. La puerta forma una de las escenas Jugendstil más bellas que se pueden encontrar en la ciudad de Viena.
En 2013, la ciudad de Viena aprobó los planes para construir tres terrazas a lo largo del valle del río. Cada terraza (o "zona") tendrá una superficie total de 2500 metros cuadrados. Se espera que la primera terraza esté terminada en 2015.

### Paseos en bicicleta y a pie por el río Viena

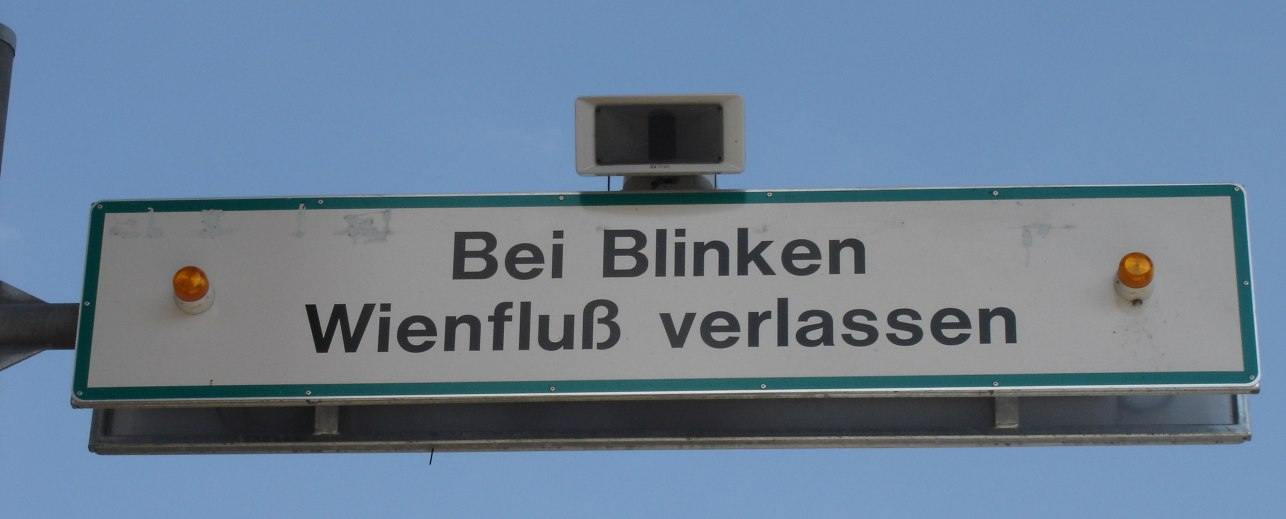
Un cartel con altavoz que se utiliza para advertir a ciclistas y peatones. Dice: "Abandone el río cuando (las luces) parpadeen".

Por motivos de seguridad, está oficialmente prohibido transitar en bicicleta o a pie por el lecho de hormigón del río Viena. Un tema que suscita constante debate es la necesidad de construir carriles para bicicletas y senderos peatonales a lo largo del agua. Los partidarios argumentan que es posible regular el flujo del agua de manera segura, mientras que los detractores sostienen que esto no es factible. En 2005, se habilitó al público un pequeño segmento cerca de la estación de Hütteldorf, el cual cuenta con un sistema de alarma tanto audible como visual para alertar a los usuarios sobre la necesidad de abandonar el camino en caso de una posible inundación. Se han planteado propuestas para extender esta vía, pero continúan enfrentando una considerable oposición. El acceso a este camino está permitido de marzo a octubre.

## Galería de imágenes

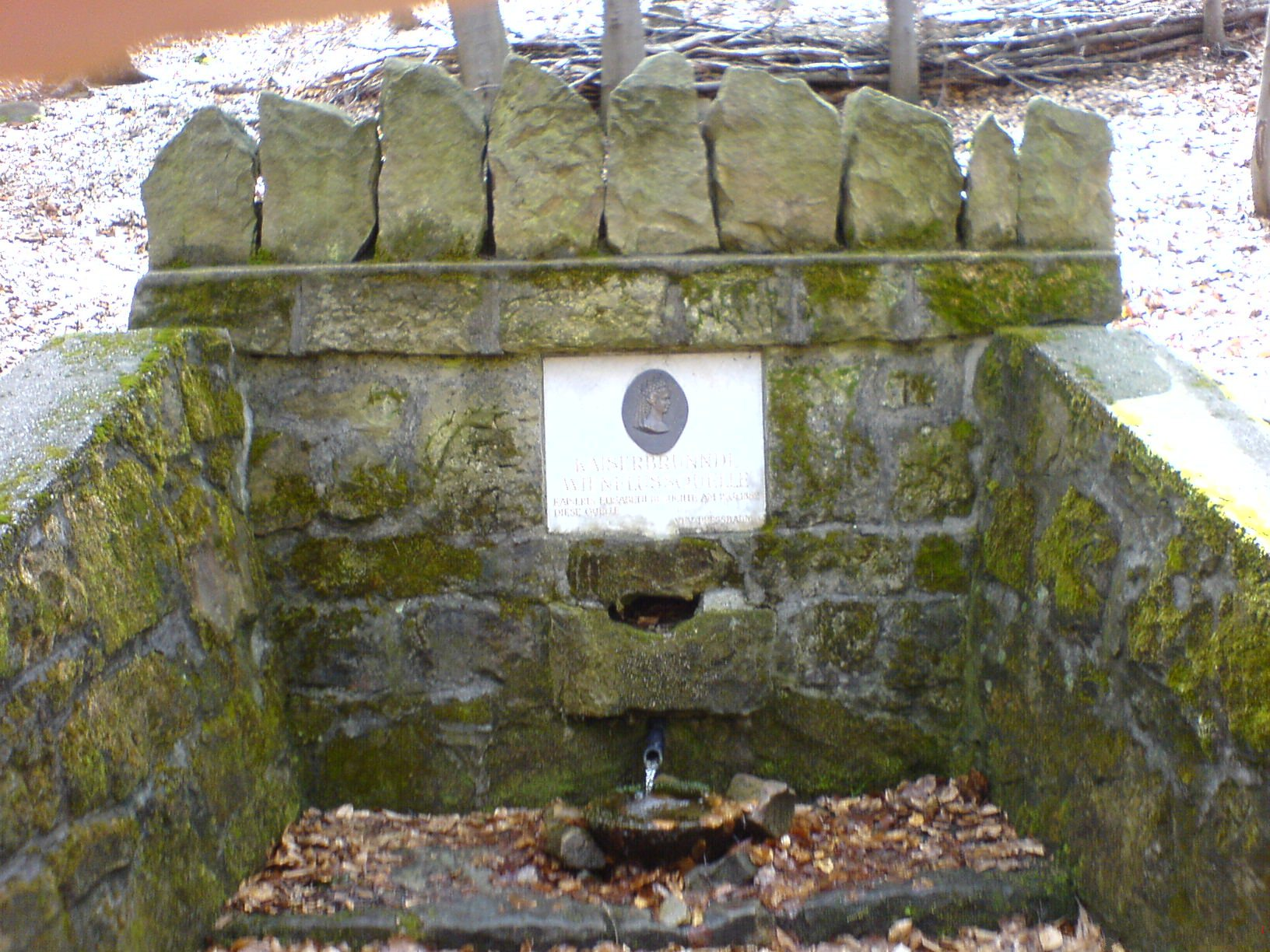
El nacimiento del río Viena, el Kaiserbrünndl, situado en Pfalzberg, cerca de Pressbaum
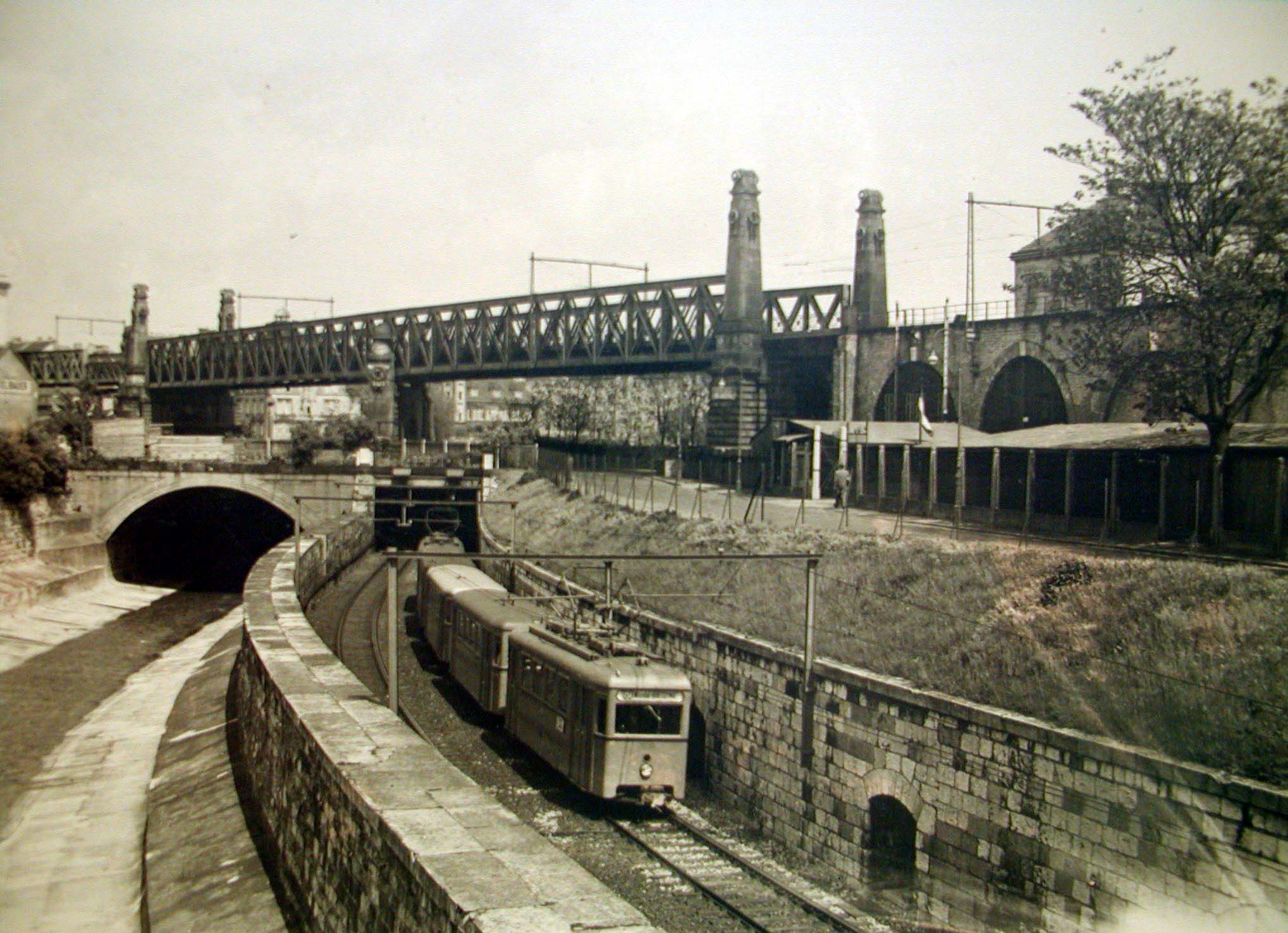
Durante la era del Stadtbahn
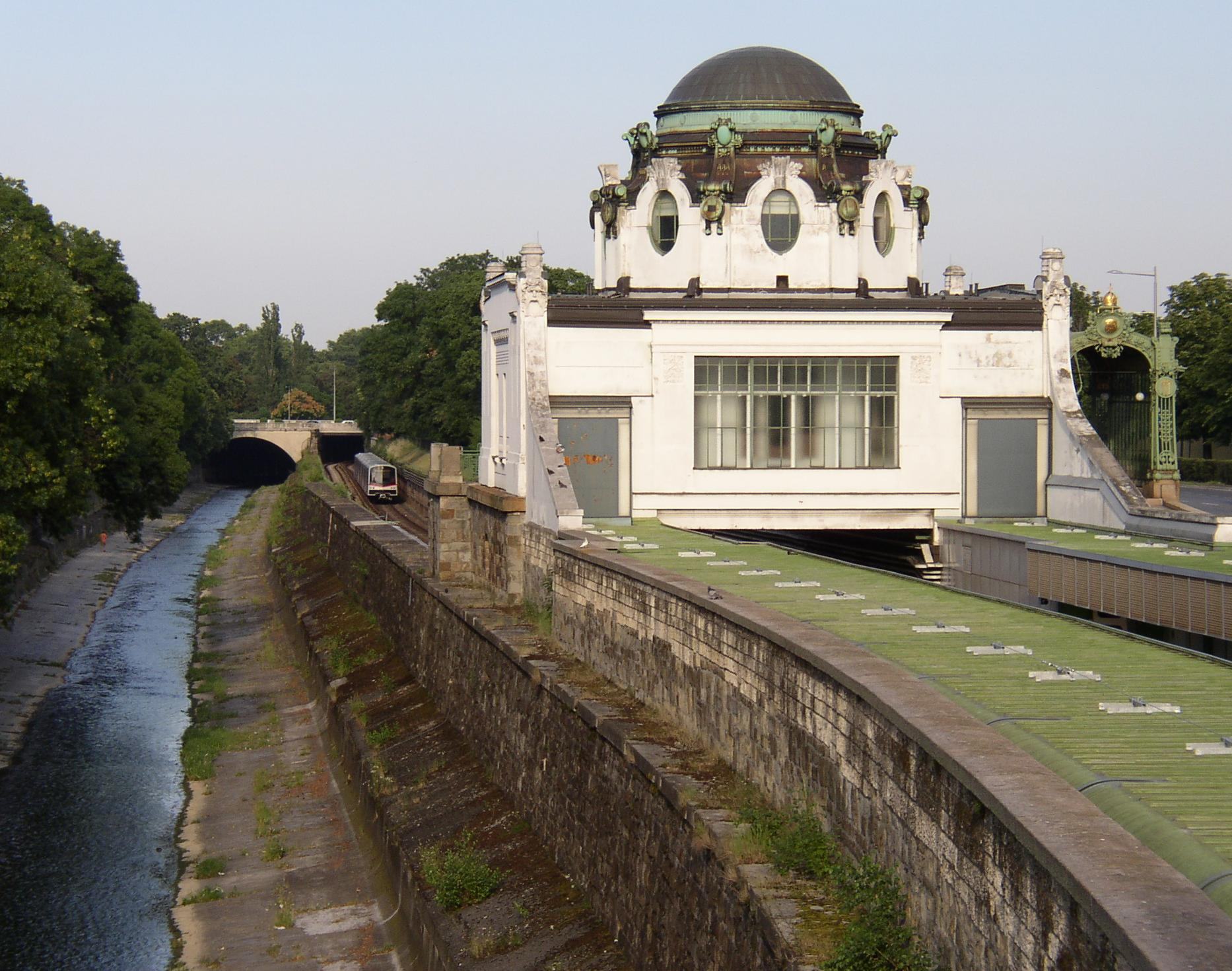
Línea de metro U4 y Hofpavillon de Otto Wagner
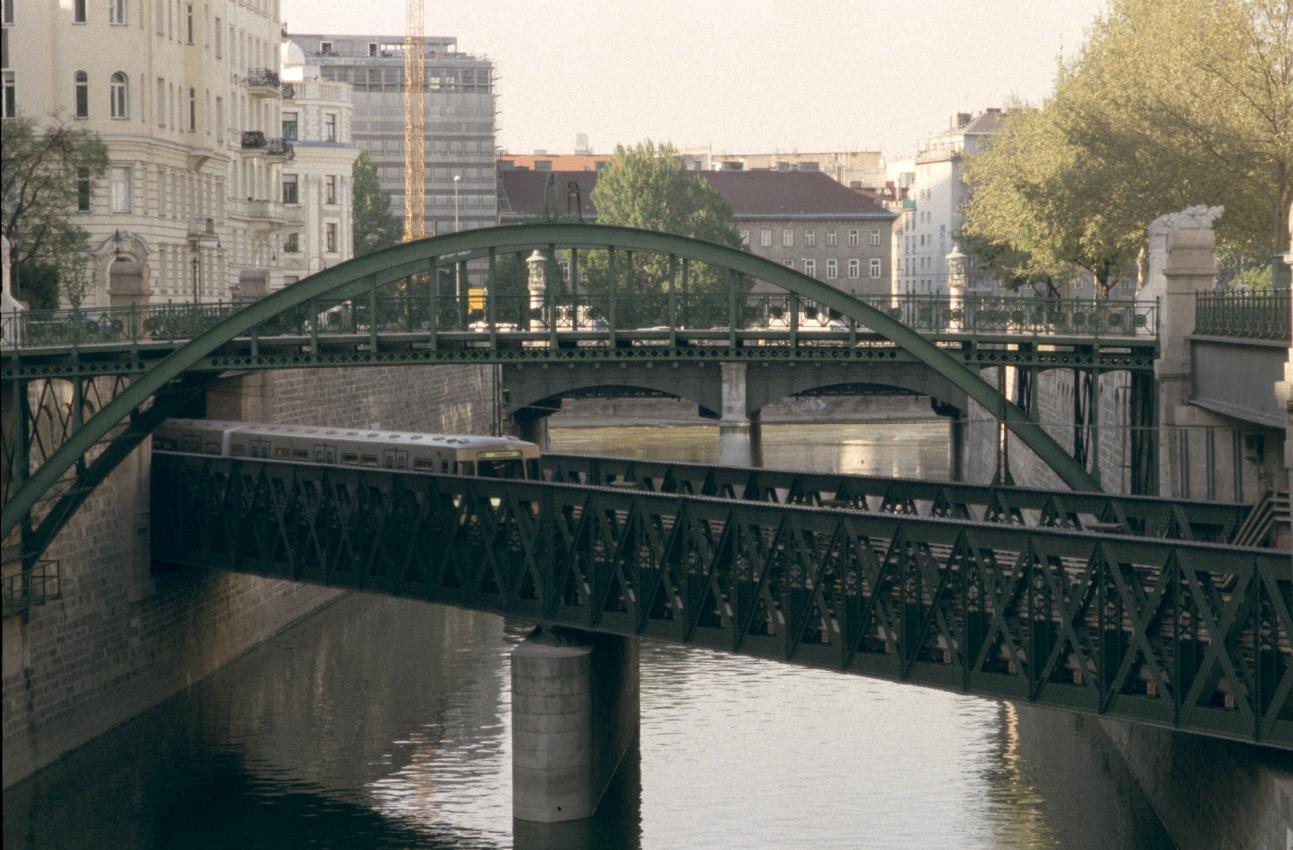
Puentes cerca de la desembocadura: el superior es una pasarela, mientras que el inferior lleva la línea de metro U4
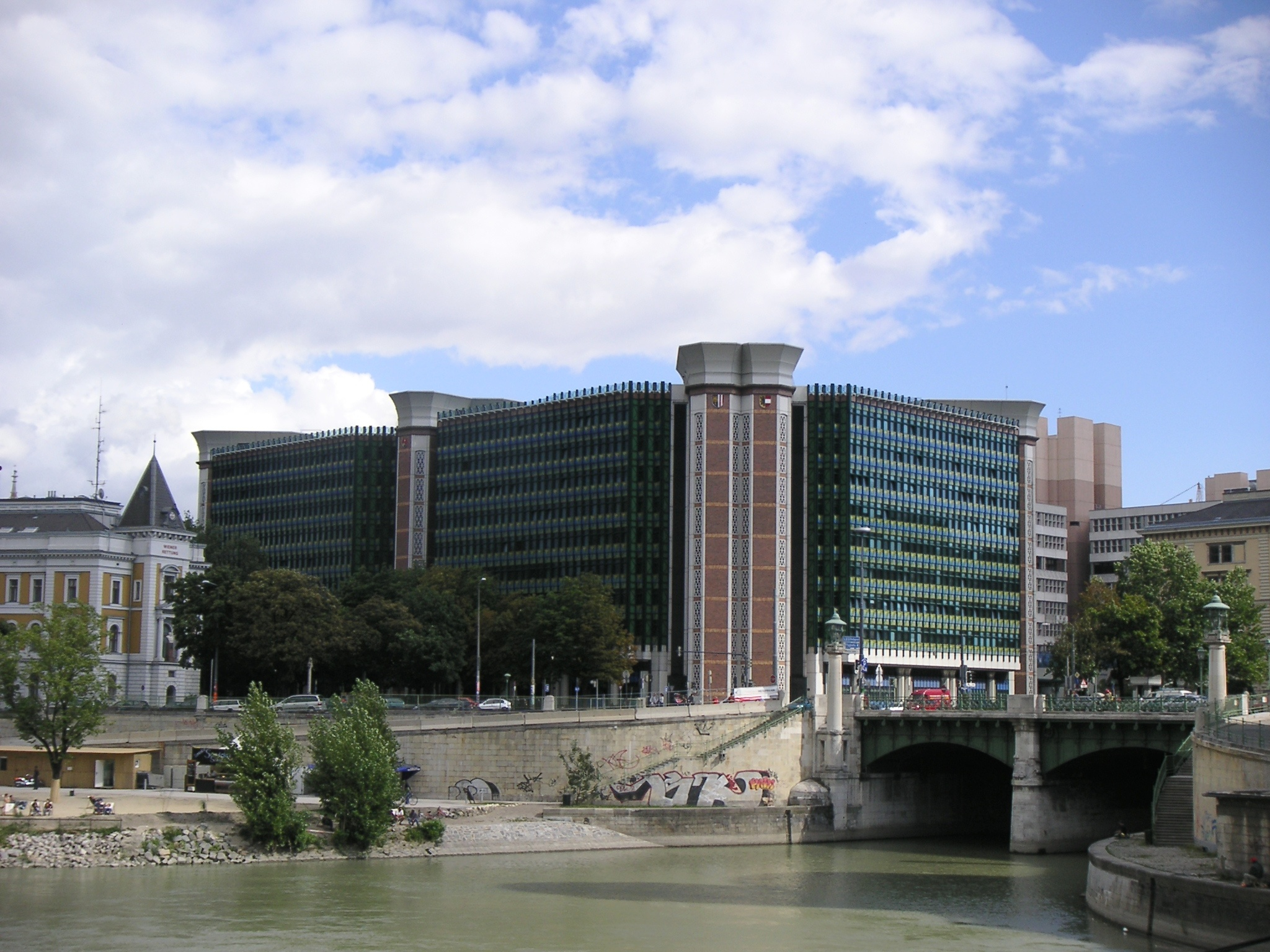
La desembocadura del río Viena